# 玉姫様
『玉姫様』（たまひめさま）は、戸川純のソロ名義での1枚目のオリジナル・アルバム。1984年1月25日にアルファレコードの¥ENレーベルより発売された。

## 概要
デビュー作のゲルニカ『改造への躍動』、オムニバス『WE WISH YOU A MERRY CHRISTMAS』を挟んで発売された1st ソロアルバム。
本作収録曲の「玉姫様」で『夜のヒットスタジオ』（1984年02月06日）に初出演した。
2006年にはSony Music Directより本作を含むアルファレコード時代の戸川純関連アルバム9作（上野耕路、戸川京子作品含む）がデジタルリマスタリングされた音源に帯、レコードレーベル、歌詞カード等が再現された紙ジャケット仕様で復刻された。なおジャケットはオリジナル・レコード盤ではE式であったが、この紙ジャケット盤ではA式になり、オリジナルを再現していない。また同時に戸川純関連映像作品2作もDVDで復刻された。ジャケット写真はガラスに焼き付けたものを撮影した。

## 収録曲
1. 怒涛の恋愛
  - 作詞：戸川純／作曲：比賀江隆男／編曲：比賀江隆男

詞先で作られた[2]。
サウンドのテープが伸びているような音は、比賀江隆男のオープンリールが使われている[2]。
オムニバス「YEN卒業記念アルバム」には吉川洋一郎編曲による別ヴァージョンが収録されている。
高見知佳に提供した『怒涛の恋愛』（作詞：戸川純／作曲：矢野顕子）は別曲であり、戸川が新たに詞を書き下ろしている。
2. 諦念プシガンガ
  - 作詞：戸川純／作曲：Acosta Manuel Villafane／編曲：福岡豊

アンデス民謡『EL BORRACHITO』に歌詞を付けたもの。
歌詞は1〜2分で書いた[3]。
「プシガンガ」とは「円座してお酒を飲んで歌い踊る」という意味[4]。
「一塊の肉塊なり」という歌詞があるが、元々は「一介」だったのを、レコード会社に勝手に書き換えられた[4]。
3. 昆虫軍
  - 作詞：佐伯健三／作曲：上野耕路／編曲：比賀江隆男・立川芳雄

ハルメンズ『昆虫群』のカヴァー
4. 憂悶の戯画
  - 作詞：戸川純／作曲：Franz Wullner／編曲：国本佳宏

コールユーブンゲン『No.26のC』に歌詞を付けたもの。戸川は幼少時代に劇団ひまわりの声楽の練習でこの曲を習った[5]。
タイトルの「憂悶」は山本舜勝『三島由紀夫・憂悶の祖国防衛賦』からの引用[5]。
5. 隣の印度人
  - 作詞：佐伯健三／作曲：比賀江隆男／編曲：比賀江隆男・立川芳雄
6. 玉姫様
  - 作詞：戸川純／作曲：細野晴臣／編曲：国本佳宏

タイトルはソロデビュー前から温めていた。タクシーで見た「玉姫殿」の広告をヒントに、「殿」を「様」に変えたもの[6]。
詞先で作られた[6]。
「六感は…」という歌詞があるが、元々は「第六感は…」だった。デモテープを聴いたところ変えられていたが、作曲者に敬意を示す意味でそのままにした[6]。「六感」と言いつつも「見えない」「聞こえない」という矛盾した歌詞になっているのはそのためである[6]。
7. 森の人々
  - 作詞：佐伯健三／作曲：比賀江隆男／編曲：比賀江隆男・立川芳雄
8. 踊れない
  - 作詞：泉水敏郎／作曲：泉水敏郎／編曲：比賀江隆男・立川芳雄

8 1/2の同名曲のカヴァー
9. 蛹化の女
  - 作詞：戸川純／作曲：Pachelbel／編曲：国本佳宏

ヨハン・パッヘルベル『カノン』に歌詞を付けたもの。戸川は以前から『カノン』に歌詞を付けて歌いたいと思っていた[7]。
歌詞は1〜2分で書いた[1]。
当初歌詞にはカブトムシが出ていたが、曲に字数が合わないのでセミに変更した[7]。

## クレジット

### 参加ミュージシャン
- 戸川純：マンドリン（Tr.1）
- 泉水敏郎：ドラム（Tr.3,5,8）
- 石原智宏：ベース（Tr.3,5,7）
- 比賀江隆男：ギター（Tr.3,5,8）、キーボード（Tr.3,5,8）、足踏みオルガン（Tr.1）
- 立川芳雄：キーボード（Tr.3,5,7,8）、シモンズ（Tr.8）
- 里美智子：キーボード（Tr.5）

- 福岡豊：パーカッション（Tr.2）、ギター（Tr.2）、コーラス（Tr.2）、コーラスアレンジメント（Tr.3）
- 岡野一：ベース（Tr.2）、メロトロン（Tr.2）、パーカッション（Tr.2）、コーラス（Tr.2）
- 松崎泰資：ギター（Tr.2）、コーラス（Tr.2）
- 大西和久：コーラス（Tr.2）
- 矢壁カメオ：パーカッション（Tr.2）、コーラス（Tr.2）

- 細野晴臣：コーラス（Tr.5）
- 日向敏文：ピアノ（Tr.7）
- 内田健太郎：ベース（Tr.8）
- 多ストリングス：ストリングス（Tr.9）
- 国本佳宏：シンセサイザー（Tr.4,6）、イミュレーター（Tr.4）、指揮（Tr.9）
- 飯尾芳史：キーボード（Tr.3,5）、MC4プログラム（Tr.3,5,7）、ドラム（Tr.6）シモンズ（Tr.7）

## 発売形態
| 形態         | 発売日         | 品番                            | 発売元                                                                     | 備考 |
| ------------ | -------------- | ------------------------------- | -------------------------------------------------------------------------- | --- |
| LP           | 1984年01月25日 | YLR-28014                       | アルファレコード/¥EN 販売元：ワーナー・パイオニア                          | オリジナル発売日 |
| CT           | 1984年03月25日 | YLC-28014                       | アルファレコード/¥EN 販売元：ワーナー・パイオニア                          | |
| CD           | 1984年09月25日 | 38XA-22                         | アルファレコード/¥EN 販売元：ワーナー・パイオニア                          | 【初CD化】 定価￥3,800 |
| CD           | 1987年03月25日 | 32XA-149                        | アルファレコード 販売元：ワーナー・パイオニア→日本コロムビア（1991年以降） | 【CD再発】 |
| CD           | 1993年08月21日 | ALCA-512                        | アルファレコード 販売元：日本コロムビア                                    | 【CD再発】 |
| CD           | 1994年12月21日 | ALCA-9125                       | アルファミュージック 販売元：東芝EMI                                       | 【CD再発】 |
| CD           | 1996年12月18日 | ALCA-5126                       | アルファミュージック 販売元：東芝EMI                                       | 【CD BOX】18枚組BOX SET『YEN Box Vol.2』のDisc.04として。単独発売なし。1996年リマスタリング/紙ジャケット仕様（E式を再現、帯は未付属）               |
| CD           | 2006年02月22日 | MHCL-712                        | Sony Music Direct                                                          | 【CD再発】 ※完全限定生産盤 2006年デジタルリマスタリング/紙ジャケット仕様（E式を再現していない）                                                     |
| CD           | 2008年03月12日 | MHCL-712 （2006年盤と同一型番） | Sony Music Direct                                                          | 【CD再発】 ※アンコールプレス（2006年紙ジャケの再生産盤） 品番、発売日クレジットは2006年盤と同じ、未開封のビニールに「アンコールプレス」シール貼付。 |
| Blu-spec CD  | 2011年05月11日 | MHCL-20132                      | Sony Music Direct                                                          | 【CD再発】 ※2006年盤をBlu-spec CD化。完全限定生産盤 2006年デジタルリマスタリング/紙ジャケット仕様（E式を再現していない）                            |
| Blu-spec CD2 | 2016年12月21日 | MHCL-30426                      | Sony Music Direct                                                          | 【CD再発】2016年デジタルリマスタリング。 |

### 音楽配信
※ダウンロード販売で、音楽配信されている。
| 形態         | 発売日         | 配信サイト       | 発売元            | 備考                                                |
| ------------ | -------------- | ---------------- | ----------------- | --------------------------------------------------- |
| 配信         | 2014年02月06日 | iTunes、mora他。 | Sony Music Direct | 2006年デジタルリマスタリング。                      |
| 配信         | 2016年12月21日 | iTunes、mora他。 | Sony Music Direct | 2016年デジタルリマスタリング。                      |
| ハイレゾ配信 | 2016年12月21日 | mora他。         | Sony Music Direct | 【初ハイレゾ音源化】 2016年デジタルリマスタリング。 |